# Nicola Castroceli
Nicola Castroceli (... – L'Aquila, 1303) è stato un vescovo cattolico italiano.

## Biografia
Appartenente all'ordine dei frati predicatori, venne nominato vescovo dell'Aquila da papa Celestino V subito dopo l'incoronazione di quest'ultimo, avvenuta in città nella basilica di Santa Maria di Collemaggio. Rimase in carica fino alla morte, avvenuta tra i mesi di maggio e agosto del 1303, e fu seppellito nella cattedrale dell'antica città di Forcona.